# Halterofilismo nos Jogos Olímpicos de Verão de 2008 - Até 105 kg masculino
A competição da categoria até 105 kg masculino do halterofilismo nos Jogos Olímpicos de Verão de 2008 foi realizada no dia 18 de agosto de 2008 no Ginásio da Universidade Beihang.
Originalmente, o russo Dmitri Lapikov obteve a medalha de bronze, mas foi desclassificado em 17 de novembro de 2016 após a reanálise de seu exame antidoping acusar o uso da substância proibida turinabol. A medalha foi realocada pela Federação Internacional de Halterofilismo.
Igor Razoronov, da Ucrânia, havia terminado em sexto, mas foi desclassificado após testar positivo para nandrolona.

## Recordes
Antes desta competição, os recordes mundiais da prova eram os seguintes:
| Recorde mundial  | Arranque  | POL Marcin Dołęga   | 199 kg   | Władysławowo, Polônia | 7/mai/06  |
| Recorde mundial  | Arremesso | BUL Alan Tsagaev    | 237 kg   | Kiev, Ucrânia         | 25/abr/04 |
| Recorde mundial  | Total     | UKR Denys Gotfrid   | 430 kg   | Atenas, Grécia        | 28/nov/99 |
| Recorde olímpico | Arranque  | RUS Dmitri Berestov | 195 kg   | Atenas, Grécia        | 29/ago/04 |
| Recorde olímpico | Arremesso | Padrão olímpico     | 227,5 kg |                       |           |
| Recorde olímpico | Total     | Padrão olímpico     | 415 kg   |                       |           |

## Medalhistas
| Ouro   | BLR Andrei Aramnau |
| Prata  | RUS Dmitri Klokov  |
| Bronze | POL Marcin Dołęga  |

## Resultados
| Pos.              | Nome                     | Grupo | Peso   | Arranque (kg) | Arranque (kg) | Arranque (kg) | Arranque (kg) | Arremesso (kg) | Arremesso (kg) | Arremesso (kg) | Arremesso (kg) | Total (kg) |
| Pos.              | Nome                     | Grupo | Peso   | 1             | 2             | 3             | Res.          | 1              | 2              | 3              | Res.           | Total (kg) |
| ----------------- | ------------------------ | ----- | ------ | ------------- | ------------- | ------------- | ------------- | -------------- | -------------- | -------------- | -------------- | ---------- |
| Medalha de ouro   | BLR Andrei Aramnau       | A     | 104,76 | 193           | 197           | 200           | 200           | 225            | 230            | 236            | 236            | 436        |
| Medalha de prata  | RUS Dmitri Klokov        | A     | 104,72 | 185           | 190           | 193           | 193           | 222            | 226            | 230            | 230            | 423        |
| Medalha de bronze | POL Marcin Dołęga        | A     | 104,37 | 195           | 200           | 201           | 195           | 225            | 228            | 228            | 225            | 420        |
| 4                 | KAZ Bakhyt Akhmetov      | A     | 102,13 | 185           | 190           | 195           | 190           | 221            | 225            | 230            | 225            | 415        |
| 5                 | GEO Albert Kuzilov       | A     | 102,48 | 178           | 182           | 182           | 182           | 220            | 227            | 228            | 227            | 409        |
| 6                 | KAZ Sergey Istomin       | A     | 102,03 | 181           | 181           | 187           | 181           | 215            | 220            | 225            | 225            | 406        |
| 7                 | POL Robert Dołęga        | A     | 104,27 | 178           | 181           | 184           | 184           | 217            | 221            | 221            | 221            | 405        |
| 8                 | GRE Nikolaos Kourtidis   | B     | 103,36 | 171           | 176           | 176           | 176           | 210            | 215            | 221            | 221            | 397        |
| 9                 | IRI Mohsen Biranvand     | B     | 104,34 | 180           | 180           | 184           | 180           | 210            | 210            | 216            | 210            | 390        |
| 10                | UKR Oleksiy Torokhtiy    | B     | 104,64 | 172           | 177           | 181           | 177           | 213            | 220            | 220            | 213            | 390        |
| 11                | SYR Ahed Joughili        | B     | 104,90 | 170           | 170           | 175           | 170           | 215            | 215            | 216            | 216            | 386        |
| 12                | EGY Abdelrahman El-Sayed | B     | 104,84 | 172           | 175           | 178           | 175           | 210            | 216            | 216            | 210            | 385        |
| 13                | TUR Bünyamin Sudaş       | B     | 104,39 | 163           | 166           | 166           | 166           | 202            | 207            | 210            | 207            | 373        |
| 14                | CZE Libor Wälzer         | B     | 104,64 | 158           | 163           | 166           | 163           | 187            | 187            | 193            | 187            | 350        |
| 15                | GUA Crhistian López      | B     | 103,76 | 150           | 155           | 155           | 150           | 180            | 186            | 186            | 186            | 336        |
| 16                | ITA Moreno Boer          | B     | 104,45 | 150           | 150           | 150           | 150           | 180            | 185            | 185            | 180            | 330        |
| –                 | LTU Ramūnas Vyšniauskas  | A     | 104,18 | 180           | 180           | 183           | 180           | 220            | –              | –              | –              | DNF        |
| –                 | SVK Martin Tešovič       | B     | 104,47 | –             | –             | –             | –             | –              | –              | –              | –              | DNS        |
| DSQ               | RUS Dmitri Lapikov       | A     | 104,30 | 190           | 195           | 195           | 190           | 222            | 226            | 230            | 230            | 420        |
| DSQ               | UKR Igor Razoronov       | A     | 104,58 | 185           | 185           | 187           | 187           | 223            | 234            | 234            | 223            | 410        |

- DNF: não completou a prova.
- DNS: não iniciou a prova.
- DSQ: desclassificado.